# Raúl Leiva
Raúl Alfonso Leiva Carvajal (Santiago de Chile, 24 de marzo de 1974) es un abogado  y político chileno del Partido Socialista de Chile.

## Biografía
Nació en Santiago el 24 de marzo de 1974. Hijo de Francisco Leiva Uribe-Echeverría y Betsabe Carvajal Calderón. Es casado y tiene 3 hijos.
Estudió Derecho en la Universidad Central de Chile.

### Carrera política
Fungió como gobernador de la Provincia de Talagante entre 2007 y 2008. Posteriormente se desempeñó como alcalde de Talagante en dos períodos consecutivos, 2008-2012 y 2012-2016, como independiente asociado a la Concertación. En la primera elección municipal obtuvo 11 126 votos, equivalentes a un 41,31% del total. En la segunda, logró 21 628 votos, equivalentes a un 82,40% del total de sufragios.
Fue Presidente de la comisión de Seguridad Ciudadana de la Asociación Chilena de Municipalidades (ACHM).
En las elecciones parlamentarias de 2017 fue elegido Diputado por el 14° Distrito, Región Metropolitana de Santiago (Alhué, Buin. Calera de Tango, Curacaví, El Monte, Isla de Maipo, María Pinto, Melipilla, Padre Hurtado, Paine, Peñaflor, San Bernardo, San Pedro, Talagante), en representación del Partido Socialista de Chile, para el período 2018-2022. Obtuvo 44 764 votos, correspondientes a un 14,77% del total de sufragios válidamente emitidos. Asumió el cargo el 11 de marzo de 2018.
Integra las comisiones permanentes de Seguridad Ciudadana; Control del sistema de inteligencia del estado; y de Bomberos. Es miembro de la Comisión Especial Investigadora sobre Actuación de organismos policiales, de persecución criminal y de inteligencia en la Operación Huracán.

## Historial electoral

### Elecciones municipales de 2008
- Elecciones municipales de 2008, para la alcaldía de Talagante[2]

### Elecciones municipales de 2012
- Elecciones municipales de 2012, para la alcaldía de Talagante[3]

### Elecciones parlamentarias de 2017
- Elecciones parlamentarias de 2017 a diputado por el distrito 14 (Alhué, Buin, Calera de Tango, Curacaví, El Monte, Isla de Maipo, María Pinto, Melipilla, Padre Hurtado, Paine, Peñaflor, San Bernardo, San Pedro y Talagante)[4]

### Elecciones parlamentarias de 2021
- Elecciones parlamentarias de 2021 a diputado por el distrito 14 (Alhué, Buin, Calera de Tango, Curacaví, El Monte, Isla de Maipo, María Pinto, Melipilla, Padre Hurtado, Paine, Peñaflor, San Bernardo, San Pedro y Talagante)[5]